# Canon EOS 10D
Canon EOS 10D — цифровой зеркальный фотоаппарат с КМОП-матрицей формата APS-C, 27 февраля 2003 года пришедший на замену более ранней модели Canon EOS D60. От предшественника отличается металлическим корпусом из магниевого сплава, новым семиточечным модулем автофокуса и расширенным диапазоном светочувствительности вплоть до 3200 ISO.

## Описание
Матрица с эффективным разрешением 6,3 мегапикселей формирует файлы размером 3072×2048 точек формата JPEG и RAW. Для записи используется карта памяти Compact Flash тип I или II и файловая система FAT32 (при ёмкости свыше 2 гигабайт). Для обработки изображений используется процессор DIGIC, позволяющий производить съёмку с частотой до 3-х кадров в секунду сериями до 9 кадров.
Фокальный затвор с вертикальным движением металлических ламелей отрабатывает выдержки в диапазоне от 1/4000 до 30 секунд при синхронизации до 1/200. Встроенный TTL-экспонометр обеспечивает оценочный замер с помощью 35-зонного датчика, а также центровзвешенный и частичный. Камера оборудована 1,8-дюймовым ЖК-монитором с 118 000 пикселей, а также встроенной вспышкой с ведущим числом 13 метров. Для питания электроники служит литий-ионный аккумулятор BP-511, хорошо зарекомендовавший себя в двух предыдущих моделях.

## Совместимость
Фотоаппарат совместим со всеми объективами стандарта EF, но не поддерживает оптику Canon с оправой EF-S, появившуюся позднее. Установка таких объективов физически невозможна из-за слишком короткого заднего отрезка. При этом фотоаппарат совместим с объективами сторонних производителей, предназначенными для фотоаппаратов с кроп-фактором 1,5 и больше, например, объективами Sigma (с индексом DC), Tokina (с индексом DX) и Tamron (с индексом Di II).
Камера работает со всеми фотовспышками Canon Speedlite серии EX.
Со вспышками Canon Speedlite EZ работа возможна только в ручном режиме.